# Histoire d'Ernestine
Pour les articles homonymes, voir Ernestine (homonymie).
Histoire d'Ernestine, sous-titré Les Malheurs d'une jeune orpheline, est un roman écrit par Marie-Jeanne Riccoboni et publié en 1762. Ce roman est un des plus populaires de la romancière, et un de ses plus appréciés. Il met en scène la romance entre Ernestine et le marquis de Clémengis.

## Résumé
Ernestine, jeune fille d'origine allemande, vit avec sa mère à Paris. Cette dernière s'éteint brusquement alors que sa fille n'est encore qu'une enfant. Ernestine est alors recueillie par Madame Dufresnoi, qui l'élève et l'inscrit à des cours de dessin chez M. Duménil, maître et peintre. La jeune fille mène cette vie jusqu'à ses douze ans, âge auquel sa mère adoptive meurt à son tour d'une maladie foudroyante.
Elle est alors aidée par Henriette Duménil, la sœur de M. Duménil afin de placer les économies léguées par sa mère, et est accueillie chez ce dernier. Elle y rencontre sa compagne, mais les deux femmes ne partagent alors aucune interaction.
Un jour, qu'Ernestine achevait une commande commencée par son professeur, en retard, le client surgit dans l'atelier. Il s'agit du marquis de Clémengis, qu'elle reconnaît pour être le sujet du portrait qu'elle achève. Celui-ci, au départ très insatisfait du délais et du tableau, qu'il critique, s'adoucit face à Ernestine. Charmé par la douceur et la justesse des remarques de la jeune fille face à ses critiques, il finit par s'inscrire à des cours de peinture chez M. Duménil. Il devient alors l'élève d'Ernestine, et prend plaisir à ces séances d'instruction.
On apprend aussi que la fortune du marquis dépend du succès ou non d'un procès, et aussi des égards dû à son oncle, le comte de Saint-Servains, et sa famille.
Cependant, M. Duménil tombe malade, forçant sa femme à rester près de lui. Cette dernière prend vite conscience de l'amour du marquis pour Ernestine. Son mari finit par trépasser, et comme Henriette se trouve alors en Bretagne, la jeune peintre et Mme Duménil se retrouvent en tête à tête. Ernestine ne reçoit alors plus de nouvelles d'Henriette, mais s'attache de la veuve Duménil.
Le marquis est alors amené à s'éloigner, son régiment se rendant en Italie. Il rédige cependant, sur le conseil de Mme Duménil, un billet à l'attention d'Ernestine dans lequel il lui avoue ses sentiments, sentiments qu'elle se voit partager à son tour.
Ernestine et Duménil s'installent dans une maison à trois lieues de la capitale. La jeune fille est charmée par la nature environnante mais Mme Duménil s'ennuie et les plaisirs de la ville lui manquent. Le marquis finit par revenir auprès d'Ernestine, et lui offre alors une maison à Paris.
Un soir, Mme Duménil encourage Ernestine à l'accompagner à l'opéra. Elles y croisent cependant Henriette, revenue de Bretagne, qui accuse Ernestine d'avoir choisi une existence déshonorante et bafoué l'enfant pure qu'elle était.
Ce reproche, incompris par l'accusée, la perturbe au plus haut point. Elle se rend le lendemain chez Henriette et, à l'issue d'une discussion mouvementée où Ernestine fond en larmes, Mlle Duménil lui avoue la cause de son reproche, étant l'absence de réponse à ses lettres. Ernestine n'ayant reçu nulle lettre, les deux femmes réalisent alors avoir été victime de la perfidie et de la manipulation de Mme Duménil.
Ernestine décide alors de s'écarter de la veuve, et s'engage dans un couvent. Le marquis de Clémengis approuve ce choix comme étant le sien, et qu'étant un homme d'une certaine situation, il nuirait à la réputation d'Ernestine par sa fréquentation. Cette résolution convainc Henriette de l'honnetêté de son amitié.
Emmenée au couvent, Ernestine reçoit les visites de son amie Mlle Duménil, et fait la rencontre de Mme de Ranci, femme veuve et ruinée. La jeune peintre arrange les difficultés financières de sa nouvelle amie par le biais de son héritage obtenu à la suite du décès de Mme Dufresnoi. Le marquis se retire trois mois plus tard, toujours pour son régiment.
Ennuyée du couvent, Ernestine se retire finalement à la campagne dans sa maison, accompagnée de Mme de Ranci. Le marquis la conjure de l'y attendre, tandis qu'Henriette lui a fait promettre de ne pas y rester trop longtemps.
M. de Clémengis retrouve Ernestine en sa demeure, mais le cadre de l'amitié ne pouvant plus maîtriser l'emportement des sentiments amoureux, le marquis trouve Ernestine changée, et pense l'importuner. Celle-ci lui répète dans une lettre son amour, ne vouloir que son bonheur, et être prête à se rendre méprisable, s'il le faut, pour sauvegarder son ami. Ils échangent quelques correspondances, enfin arrive le jour où le marquis annonce à Ernestine que son oncle le condamne à se marier de force à la demoiselle de Saint-André.
M. de Clémengis s'éloigne alors d'Ernestine, lui écrit pendant deux mois, puis ne donne plus de nouvelles. 
Une parente de Henriette se mariant à la campagne, Mlle Duménil propose à Ernestine de s'y rendre. Elle y apprend par M. de Maugis le malheur de son frère, du comte de Saint-Servains, et surtout l'exil du marquis de Clémengis, dont la fortune est détruite.
La jeune femme décide alors de retrouver son amant, et se rend chez M. Lefranc, un vieillard qui s'occupait des affaires financières du marquis, et à qui il avait fait connaître M. Duménil dont il était l'ami. Ernestine lui donne les bijoux et autres pierres précieuses offertes par Clémengis, qu'elle lui demande de vendre afin d'en faire toucher l'argent au marquis. Elle lui demande aussi d'emprunter sur sa terre à la campagne, afin d'en grossir la somme.
Lefranc révèle à Ernestine que son ami est souffrant et retiré dans ses terres à Clémengis, mais lui tait d'autres informations, craignant d'amorcer de fausses espérances.
Celle-ci part le retrouver, et arrive le soir du second jour de voyage.
Viennent alors les retrouvailles des deux amants, durant lesquelles M. Lefranc survient et annonce au Marquis que son procès est finalement gagné, que son oncle, le comte de Saint-Servains, est justifié, et que ses accusateurs sont arrêtés. Le récit s'achève alors dans la félicité et le bonheur  des deux protagonistes à travers le mariage final d'Ernestine avec M. de Clémengis.

## Accueil et réception

### Réception critique
Diderot et Grimm dirent grand bien de cet ouvrage. Dans la Notice des Œuvres complètes de Riccoboni, publiée en 1821 chez Brissot, ce roman est considéré comme le « diamant de Mme Riccoboni » par Jean-François de La Harpe.
Laclos, à la suite de l'échec de son opéra-comique tiré de l'œuvre, définit le récit de Riccoboni comme un des sujets les plus agréables.

### Postérité
Ernestine connut une certaine postérité, il s'agit d'un des ouvrages les plus populaires de son autrice.
Dans son roman Olivier ou le Secret, publié en 1823, Claire de Duras témoigne d'un certain attachement pour les écrits de Riccoboni à son époque. Dans une scène où son œuvre est vantée par la société parisienne, chacun énonce son récit favori. Si certains tendent vers les Lettres de Milady Juliette Casteby, la protagoniste, qui se nomme la comtesse de Nangis, se prononce en faveur d'Ernestine.
Le roman se vit adapté pour la scène sous la forme d'un opéra-comique en 1777, sur une musique de Joseph Bologne de Saint-George, compositeur et musicien virtuose, et sur un livret de Pierre Choderlos de Laclos, célèbre auteur des Liaisons dangereuses. Ce dernier fût un grand ami de Madame Riccoboni avec laquelle il échangea une certaine correspondance, et dont il faisait l'éloge des œuvres.
Cet opéra-comique fut cependant un échec.
Colette Piau-Gillot, dans sa préface au roman, dirige l'intérêt de l'ouvrage vers l'idée émise par Riccoboni dès le XVIIIe siècle de la possibilité pour une femme d'exercer indépendamment une activité rémunérée, mais aussi d'enseigner cette activité à un tiers, même si c'est un homme.

## Publications
- Marie-Jeanne Riccoboni, Isabelle de Charrière et Claire de Duras, Ernestine, Caliste, Ourika, Paris, Hachette, 1853, 240 p. (lire en ligne)
- Marie-Jeanne Riccoboni, Œuvres complètes, t. 1, Paris, Foucault, Libraire, 1818 (lire sur Wikisource), « Histoire d’Ernestine »
- Marie-Jeanne Riccoboni, Histoire d’Ernestine, Paris, Indigo, 1er juin 1992, 122 p. (ISBN 2907883283)